# Coles Island
Coles Island är en ö i Kanada.   Den ligger i provinsen New Brunswick, i den östra delen av landet, 800 km öster om huvudstaden Ottawa. Coles Island ligger i sjön Washademoak Lake.
I omgivningarna runt Coles Island växer i huvudsak blandskog. Runt Coles Island är det mycket glesbefolkat, med 2 invånare per kvadratkilometer.